# Henri Crouzat
Pour les articles homonymes, voir Crouzat.
Henri Crouzat est un architecte français né à Albi le 12 mars 1911 et mort à Paris 10e le 24 avril 1966. Arrivé en 1946 au Togo, on lui doit la construction, en 1948, de l'actuel CHU de Lomé l'hôpital de Tokoin. Il devint écrivain et dialoguiste français.

## Livres
- 1954 : L'Île du bout du monde, éditions du Seuil[3]
- 1959 : Azizah de Niamkoko[4],[5], Presses de la Cité[6]. Ce roman[7] « donne une image littéraire très colonialiste mais pertinente et très drôle du Togo après la Seconde Guerre mondiale »[8] ce qui en explique le succès[9].
- 1961 : Bohor (ou l'homme qui inventa l'amour), Les éditions du scorpion

## Adaptations au cinéma
- L'Île du bout du monde a été adapté au cinéma en 1959.
- Azizah de Niamkoko a été adapté pour la télévision française en 1986 dans un téléfilm de Patrick Jamain, Azizah, la fille du fleuve.